# 岡本綾子
岡本 綾子（おかもと あやこ、1951年4月2日 - ）は、広島県豊田郡安芸津町（現：東広島市）出身、同在住の女子プロゴルファー、ゴルフ指導者。樋口久子らと共に日本女子ゴルフの基盤を築いた名選手である。日本の女子選手で初めて本格的にアメリカLPGAツアーに参戦した選手としても知られる。
日本女子ゴルフツアーで44勝、アメリカLPGAツアーで17勝。日本ツアーの永久シード権を獲得しているほか、1987年には、アメリカ人以外で史上初のLPGAツアー賞金女王になった。

## 経歴

### 生い立ち
瀬戸内海を望む安芸津町木谷の生まれ。木谷は赤土土壌で地元では赤崎と呼ばれる美しい丘陵地。この地で収穫されるジャガイモは料亭などに流通する高級品で知られ、岡本の実家もジャガイモやタバコなどを作る農家のため、家の手伝いをすることで強靭な足腰が鍛えられた。お転婆な子供で男の子と野球で遊ぶことが多く、中学で野球部を希望したが女子は入れてもらえず、ソフトボール部に入部した。

### ソフトボール
ソフトボールの強豪・愛媛県今治明徳高校に特待生として進学。1970年3月同高校卒業後、ソフトボール部を創部した大和紡績福井工場（1995年9月閉鎖）に就職。サウスポーの剛球エース兼4番として1971年、和歌山国体で優勝。国体優勝の褒美で、祝勝ハワイ旅行で初めて子供の頃から憧れたアメリカの土を踏む。ここでゴルフ場を見学したのがきっかけでゴルフと出合う。ゴルフを始めた動機は「アメリカに行けるかも知れない」というものだった。

### ゴルフ
1972年に大和紡を退職後、1973年1月に池田CCに入社し、1974年4月1回目プロテスト不合格、10月に2回目の受験でプロテスト合格。この時「将来の夢は、アメリカに行ってプレーすることです」と答えたが、当時の状況では当然の如く、「やっとプロになったばかりで日本で1勝もしてないのに生意気」と先輩たちの反撥を買う。大和紡時代から、その時のための準備に毎月3万円の給料の中から、爪に火を灯すように貯金をしていた。アメリカで成功するまで実家にもほとんど帰らなかったといわれる。国内のトーナメント試合に欠場して、マスコミの批判を浴びたこともある。広島弁のコンプレックスがあり、はっきりと物を喋らないことから優柔不断と見なされ、同僚から"フニャ"とあだ名を付けられた。
プロデビュー一年目の1975年、美津濃トーナメントで初優勝。杉原輝雄が「オレより30ヤードは飛ぶね。いやになる」と言う程で、ソフトボールで鍛えた強いリストと強靭な腰のバネで、男子プロ並みの飛距離、豪打で鳴らした。当時はヘッドがパーシモンでできたドライバー、ボールは今のようなソリッドボールではなく糸巻きで、飛距離も今のように出ず、当時の女子プロの平均飛距離は210〜220ヤードぐらいであったが、岡本は240〜250ヤードは飛ばした。岡本の出現は日本女子プロゴルフ界に"パワー時代"を幕開けさせた。プロ4年目の1978年、アメリカLPGAツアーテストを受けるが失敗。1979年、日本女子プロゴルフ選手権で初優勝し、"岡本時代"の到来を告げた。難度の高いコースで行なわれるメジャー競技はパープレーが基本といわれるが、岡本と同学年のライバル・大迫たつ子と互いにバーディを奪い、奪い返すという異次元のゴルフを展開。岡本の記録した優勝スコア通算17アンダーは、当時の54ホール世界女子プロ最小スコア記録だった。樋口久子が「女子でもこんなすごいスコアが出るの？」と驚嘆し、二瓶綾子が「女性でも、こんな爆発力があるのですね。私達の時代とは明らかに異なるゴルフ。これは大きな歴史の曲がり角かもしれません」と話し、森口祐子が「同じコースでプレーする競技者でありながら、ギャラリーとして引き込まれてしまったのは、後にも先にもこの試合だけです」などと語るこの激闘は、ゴルフ史に残る"伝説の死闘十番勝負"の一つに数えられ、"日本女子プロゴルフ界世紀の一戦"と語り継がれている。1981年に森口祐子、樋口久子、大迫たつ子などを抑えて初の賞金女王。史上初の賞金3000万円突破（3233万円）、年間8勝最多タイ（全29試合）、年間平均ストローク72.55（新記録）。
1982年、日本の女子選手では初めて本格的にアメリカLPGAツアーに参戦し。1992年までの間に計17大会で優勝した。1985年には腰痛で引退の危機に直面したが、1986年に復帰2戦目で優勝。1987年には、アメリカ人以外で史上初のLPGAツアー賞金女王になった。同年、年間最優秀選手（プレーヤー・オブ・ザ・イヤー）も獲得。メジャー大会での優勝はならなかったが、単独2位を4度、2位タイを2度経験している。中にはプレーオフで敗れた大会もあり、ローラ・デービースやパット・ブラッドリーなどに道を阻まれた。特に1987年の女子メジャー最高峰・「全米女子オープン」で、再三に渡る豪雨順延で6日間に及んだローラ・デービース、ジョアン・カーナーらとの名勝負は有名。日米英3か国のトッププレイヤーが大激戦を演じたこの1987年大会は、全米女子オープンが真の世界一決定戦となった象徴的な出来事としてUSGAの公式HPに紹介され、岡本の名前が刻みこまれている。プレーオフが行われた同年の7月28日は、全米のゴルフ史にも大きな意味を持ち続けている。全米女子プロでは1984年から8年連続1ケタ順位（1989年と1991年は2位）、デュモーリエは2位3度（1984年、1986年、1987年）。1983年から1991年までの間に、LPGAツアーの賞金獲得順位トップ10に8回入った。ヨーロッパ女子ツアーでも1984年、メジャー昇格前の「全英女子オープン」で2位に11打差のぶっちぎり優勝、1990年にも「ドイツ女子オープン」でも優勝した。1987年、日本人選手として史上唯一の日米女子ツアー2戦連続優勝。1980年代の岡本の活躍は、当時のマスメディア、スポーツ新聞も大きく報道し、夜中や明け方にテレビで衛星中継もされた。特に当時「世界一速いゴルフ速報」にシフトした東京スポーツは、"世界のアヤコ"を断トツで一面に登場させた。東京スポーツは、「世界のアヤコ」活躍の歴史=「東スポゴルフ面の歴史」と言っても過言でないと論じている。
1979年からテレビ東京でレギュラー出演した『岡本綾子のNECスーパーゴルフ』もゴルフ番組として高い評価を得た。1989年、東京都が運営する若洲ゴルフリンクスの監修を行い、以後、国内外の多くのコースの設計アドバイスを手がける。
2006年暮れに最愛の母を亡くしたが、それをバネに、10キロ減量が前提ながら、2007年から再び女子ツアー参戦に意欲を見せていた。しかし、ヒザの故障が自身が思う以上に悪くブランクが長引いて「現在の女子ツアーのレベルを考えると、本格復帰は事実上しんどいと思う」と述べた。また2009年には父も亡くしている。
2008年郷里・安芸津町に近い東広島駅近くに居を構え、広島と東京の半々くらいの生活を始めた。家庭菜園や近所に住む長兄夫婦の畑などで好きな土いじりをしながら、愛犬と暮らしている。今後は広島に生活の基盤を置く予定と話していたが、後述の指導者・解説者としての活躍により2013年現在も「半農・半ゴルフ生活」中である。
服部真夕をプロデビュー後から指導して以降、定期的に女子プロゴルファーへの指導を行っている。門下生に服部真夕、表純子、青山加織、森田理香子、若林舞衣子らと増えてきて、門下生が口にする「師匠・綾子の教え」が誌面やスポーツニュースに登場する機会も増え、岡本の指導者としての実力も注目を集めるようになった。2012年には指導者としての功績によりLPGAから特別賞を受けた。また「全米女子オープン」、スカイ・エー「全部見せます!ゴルフシリーズ」（女子ツアー）などのテレビ解説者としても出演している。2013年5月1日より1ヶ月間、日本経済新聞の「私の履歴書」に連載。同郷の倉本昌弘日本プロゴルフ協会（PGA）会長に懇願され2014年7月、PGA初の女性理事に就任した。

## 成績

### 日本国内：44勝
| 1999年 | カトキチクイーンズゴルフトーナメント         |
| 1997年 | 日本女子オープンゴルフ選手権競技             |
| 1996年 | フジサンケイレディスクラシック               |
| 1994年 | 廣済堂アサヒゴルフカップ                     |
| 1994年 | イトーキクラシック                           |
| 1994年 | 東鳩レディスゴルフトーナメント               |
| 1993年 | 伊藤園レディスゴルフトーナメント             |
| 1993年 | 日本女子オープンゴルフ選手権競技             |
| 1992年 | フジサンケイレディスクラシック               |
| 1992年 | 東鳩レディスゴルフトーナメント               |
| 1991年 | 廣済堂アサヒゴルフカップ                     |
| 1991年 | 軽井沢７２東急女子オープン                   |
| 1991年 | ヤマハカップレディスオープン                 |
| 1990年 | 日本女子プロゴルフ選手権大会                 |
| 1989年 | イトーキクラシック                           |
| 1989年 | 東海クラシック                               |
| 1987年 | コニカカップワールドレディス                 |
| 1986年 | ニチレイレディスカップ                       |
| 1984年 | ツムラ・五木クラシック                       |
| 1983年 | 山陽クイーンズゴルフトーナメント             |
| 1982年 | 東海クラシック                               |
| 1982年 | 日本女子プロゴルフ選手権大会                 |
| 1982年 | ダンロップレディスオープンゴルフ             |
| 1982年 | 東鳩レディスゴルフトーナメント               |
| 1981年 | 山陽クイーンズゴルフトーナメント             |
| 1981年 | ミヤギテレビ杯女子オープンゴルフトーナメント |
| 1981年 | 日本女子プロ東西対抗                         |
| 1981年 | スタンレーレディスプロゴルフトーナメント     |
| 1981年 | 北陸クイーンズゴルフカップ                   |
| 1981年 | 富士レディスクラシック                       |
| 1981年 | ＫＢＳ京都レディースゴルフトーナメント       |
| 1981年 | 山陰女子プロゴルフトーナメント               |
| 1980年 | 西海国立公園女子オープンゴルフトーナメント   |
| 1980年 | 北陸クイーンズゴルフカップ                   |
| 1980年 | 熊本中央レディスカップ                       |
| 1979年 | 東海クラシック                               |
| 1979年 | 日本女子プロゴルフ選手権大会                 |
| 1978年 | ＫＴＶレディースクラシック                   |
| 1977年 | 日本女子プロ東西対抗                         |
| 1977年 | アサヒ玩具レディスクラシック                 |
| 1977年 | 東北クイーンズ準備競技                       |
| 1977年 | ワールドレディスゴルフトーナメント           |
| 1976年 | オールスター                                 |
| 1975年 | 美津濃ゴルフトーナメント                     |

### 米国LPGA ： 17勝
| 1982年 | Arizona Copper Classic              |
| 1983年 | Rochester International             |
| 1984年 | J&B Scotch Pro-Am                   |
| 1984年 | Mayflower Classic                   |
| 1984年 | Hitachi Ladies British Open         |
| 1986年 | Elizabeth Arden Classic             |
| 1986年 | Cellular One-PING Golf Championship |
| 1987年 | Kyocera Inamori Golf Classic        |
| 1987年 | Chrysler-Plymouth Classic           |
| 1987年 | Lady Keystone Open                  |
| 1987年 | Nestle World Championship           |
| 1988年 | Orient Leasing Hawaiian Ladies Open |
| 1988年 | San Diego Inamori Golf Classic      |
| 1988年 | Greater Washington Open             |
| 1989年 | LPGA Corning Classic                |
| 1990年 | Sara Lee Classic                    |
| 1992年 | McDonald’s Championship             |

### 欧州：1勝
| 1990年 | Lufthansa Ladies German Open |

## 受賞・表彰
各種スポーツ賞の受賞歴も多く、1987年に日本プロスポーツ大賞を受賞（女性選手では初）し、2005年に世界ゴルフ殿堂入りも果たしている。日本人の殿堂入りは、2003年の樋口久子、2004年の青木功に続いて史上3人目。日米のツアーでの活躍など、世界的な活躍から「国際投票部門」で選出された初の女子選手である。2006年7月より東京スポーツで「祝! 殿堂入り記念 岡本綾子ゴルフのすべて」が連載された。
2005年12月20日、文部科学省からスポーツ振興に功績があった「スポーツ功労者」に選出された。郷土からは1993年に広島県民栄誉賞を受賞し、2005年には安芸津町名誉町民になっている。2012年には佐伯三貴らとともに初代の「東広島PR大使」に就任した。
2014年12月16日、第3回日本プロゴルフ殿堂入り顕彰者に選出された。

## 評価
女子ゴルフのみならず、戦後の女子スポーツ界に多大な足跡を残した人物。また、ジャンルは違えど、野茂英雄やイチローに代表される現在の日本人スポーツ選手のアメリカにおける成功の先駆けになったアスリートである。文藝春秋編集部は、1988年に刊行した『「文藝春秋」にみるスポーツ昭和史』全三巻のあとがきに於いて "昭和のスーパー・スポーツマン十人" に織田幹雄、人見絹枝、双葉山、川上哲治、古橋廣之進、白井義男、力道山、長嶋茂雄、植村直己と共に岡本綾子を選んでいる。

2006年、カナダのCBCスポーツ（CBC Sports）が「日本の偉大なスポーツ選手10人（Top 10: Japanese Athletes）」として、王貞治、アントニオ猪木、木村政彦、イチロー、田村亮子、大鵬、高橋尚子、荒川静香、釜本邦茂と共に岡本綾子を選び、"Golf Great"と讃えた。

## 影響
イチローのバッティングのベースは岡本のスイングを参考にしたものという。イチローの父・鈴木宣之が岡本の美しいフォームから男子選手顔負けの飛距離を出すその打ち方を見て、か細いイチローに参考にならないかと研究。"イチロー打法"の大きな特徴であるインパクトの瞬間に、体重を軸足から前側の足にスムーズに移すことと上半身の大きな捻りによって、より強い力をボールに与え、速くて強い打球を打つ。こういったアドバイスをイチローに与えた。その後、中学、高校、プロを通じて、間の取り方を除いて、イチローのバッティングの基本は、小学校時代から変わっていないという。

## 人物
野菜ではピーマンが大の苦手。自宅の家庭菜園でもピーマンだけは絶対に作らないことに決めているという。

## 出演

### TV番組
- 岡本綾子のNECスーパーゴルフ（1979年10月 - 2001年3月、テレビ東京） - レギュラー出演
- ベストゴルフ（1989年4月 - 9月、NHK教育テレビ） - 講師
- LPGAステップ・アップ・ツアー（スカイA） - 解説（中国地方や九州北部での大会の中継で解説を務めることが多い）

### CM
- ツクダオリジナル コンピュータオセロ、オセロマルチビジョン
- NEC ファクシミリ
- ニチレイ アセロラドリンク
- イトーキ
- YKK
- 山之内製薬（現・第一三共ヘルスケア）「ガスター10」

### ゲーム
- 岡本綾子のマッチプレイゴルフ（オセロマルチビジョン用ソフト、ツクダオリジナル、1984年発売）
- 岡本綾子とマッチプレイゴルフ（スーパーファミコン用ソフト、ツクダオリジナル、1994年12月21日発売）